# Federalny sudja
Federalny sudja (russisch Федеральный судья, deutsch Der Bundesrichter) war eine russische Gerichtsshow, in der Gerichtsverfahren in Strafsachen dargestellt wurden, in Anlehnung an die deutsche Reihe Das Strafgericht und mit der Lizenz von Constantin Entertainment GmbH und Victoria Production GmbH. Die Sendung wurde vom Perwy kanal zuerst abends, dann von Juni bis August 2011 am Vormittag ausgestrahlt.

## Geschichte
Alle Teilnehmer sind in Wirklichkeit Rechtsanwälte von Beruf, obwohl einige auch als Richter und Staatsanwälte wirkten. Das rührt von der russischen Gesetzgebung her, die besagt, dass Richter und Staatsanwälte keine andere berufliche Tätigkeit (Unterricht ist eine Ausnahme) ausüben dürfen. Es wird über Strafsachen geurteilt.
Urteile werden aufgrund der gesammelten Beweise gefällt und sind nur den in der Sendung wirkenden Richtern bekannt. Ab dem 12. Mai 2011 wurden auch Gerichtsverfahren, an denen Geschworene teilnahmen, ausgestrahlt. Im Unterschied zu den tatsächlichen russischen Gerichten, wo die Freisprüche sich auf 1 % belaufen, erscheinen sie in der Sendung häufiger.
Die 1000. Sendung wurde am 12. Januar 2010 ausgestrahlt.

## Wissenswertes
Wenn Geschworene teilnehmen, läuft das Gerichtsverfahren ohne die vom Gesetz vorgesehenen erneuten Auftritte des Staatsanwaltes, des Rechtsanwaltes und des Angeklagten ab.